# Ами Джеймс
Ами Джеймс (Ami James) е художник татуист.

## Биография и творчество
Роден е в Израел на 6 април 1972 г.
Баща му е американец, приел юдаизма 3 години преди да се премести в Израел. Присъединява се към Израелската армия и там среща майката на Джеймс. Като дете Ами живее както в Израел, така и в Египет, като по-голяма част от детството си прекарва без баща си. Той напуска семейството когато Ами е на четири години. Страдайки от тежка форма на ADD(attention deficit disorder) Джеймс обяснява по-късно, че от най-ранна възраст е въведен в изкуството и татуировките, защото баща му също е художник.
Джеймс се премества да живее в Съединените щати когато е на 11 или 12 години при родителите на баща си, и след това отива да живее в Маями. Завръща се в Израел в тийнейджърските си години, за да завърши военната си служба като снайперист в Израелската военна отбрана. Когато е на 15 години се татуира за първи път и това преживяване го кара да вземе решение и той самият да стане художник татуист.
През 1992 г. започва чиракуване като татуист при „Татуировки при Лу“. Той е съсобственик (с Крис Нуньес) на Маями Бийч, Флорида Салон за татуировки Love Hate Tattoos, обект на риалити предаването по телевизия TLC – Miami Ink. Ами Джеймс е също съсобственик и на De Ville компания за дрехи заедно с Крис Нуньес и Джеси Флиит, както и на нощен клуб заедно с Нуньес и други двама съдружници.
Джеймс е създател и на дизайна на един от моделите на мобилните телефони на Моторола – RAZR V3. От бившата си жена Джордан, има дъщеря, родена на 3 август 2008 г. – Шейли Хелън Джеймс.
Джеймс инвестира и в скъпоценни камъни заедно с бижутера от Бостън Larry Weymouth.
През 1996 се мести да живее за няколко месеца в Дания, където също прави татуировки.
Джеймс публикува в блога си, че се мести в Ню Йорк, и че неговото нова шоу NY Ink ще стартира снимките през март 2011 г. Премиерата на шоуто е на 2 юни 2011 г. Премиерата на втория сезон на новото му шоу е заснета през декември.
|  | Тази страница частично или изцяло представлява превод на страницата Ami James в Уикипедия на английски. Оригиналният текст, както и този превод, са защитени от Лиценза „Криейтив Комънс – Признание – Споделяне на споделеното“, а за съдържание, създадено преди юни 2009 година – от Лиценза за свободна документация на ГНУ. Прегледайте историята на редакциите на оригиналната страница, както и на преводната страница, за да видите списъка на съавторите. ВАЖНО: Този шаблон се отнася единствено до авторските права върху съдържанието на статията. Добавянето му не отменя изискването да се посочват конкретни източници на твърденията, които да бъдат благонадеждни. |